# Ficus aurea
Ficus aurea är en mullbärsväxtart som beskrevs av Thomas Nuttall. Ficus aurea ingår i släktet fikonsläktet, och familjen mullbärsväxter. Inga underarter finns listade i Catalogue of Life.

## Bildgalleri

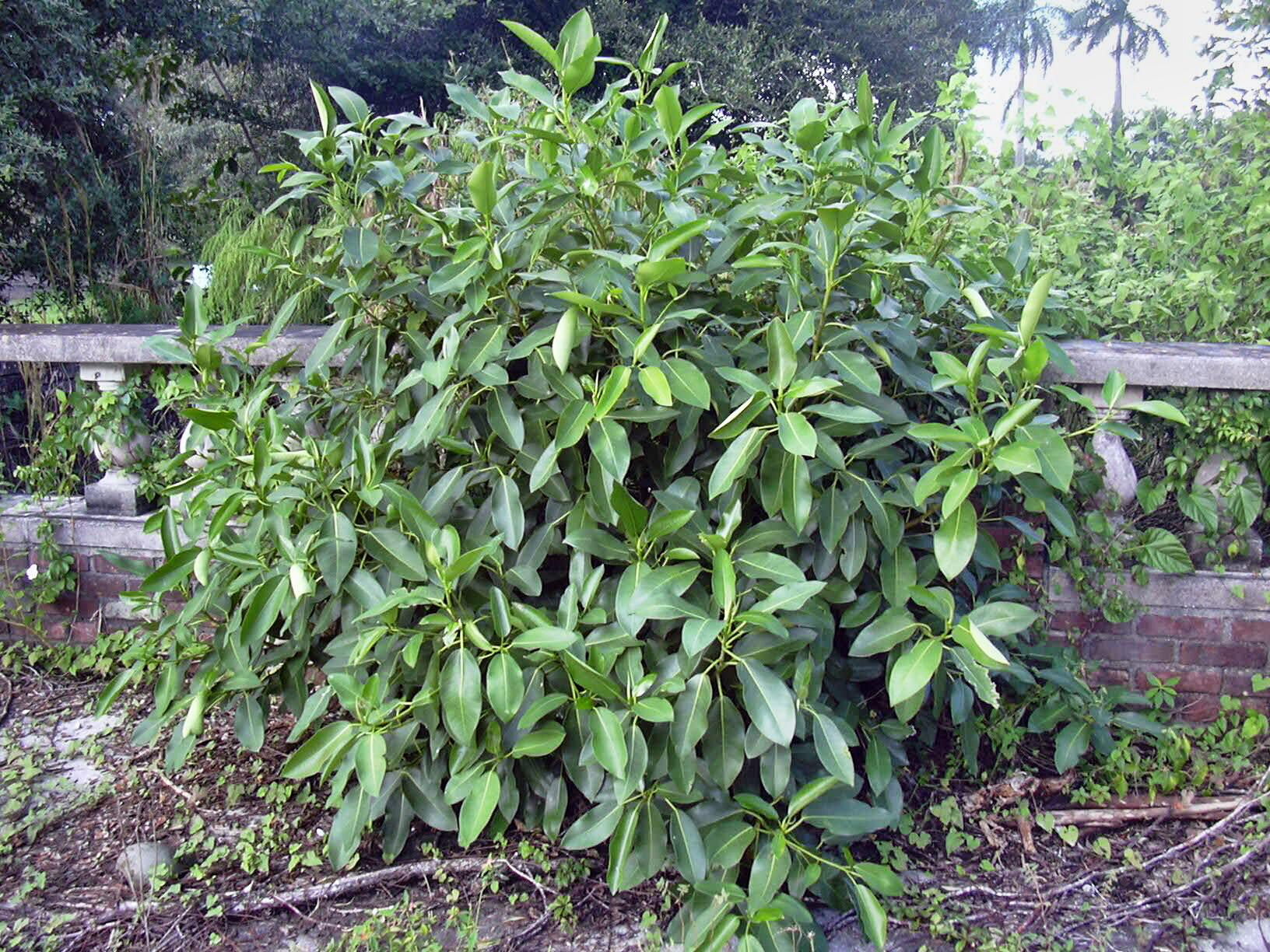
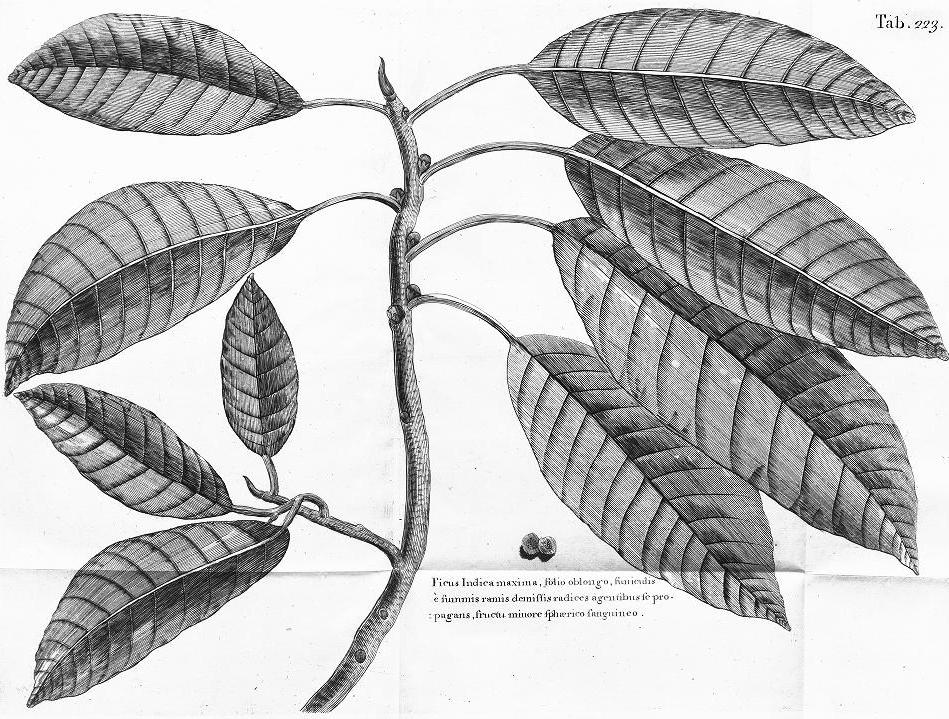
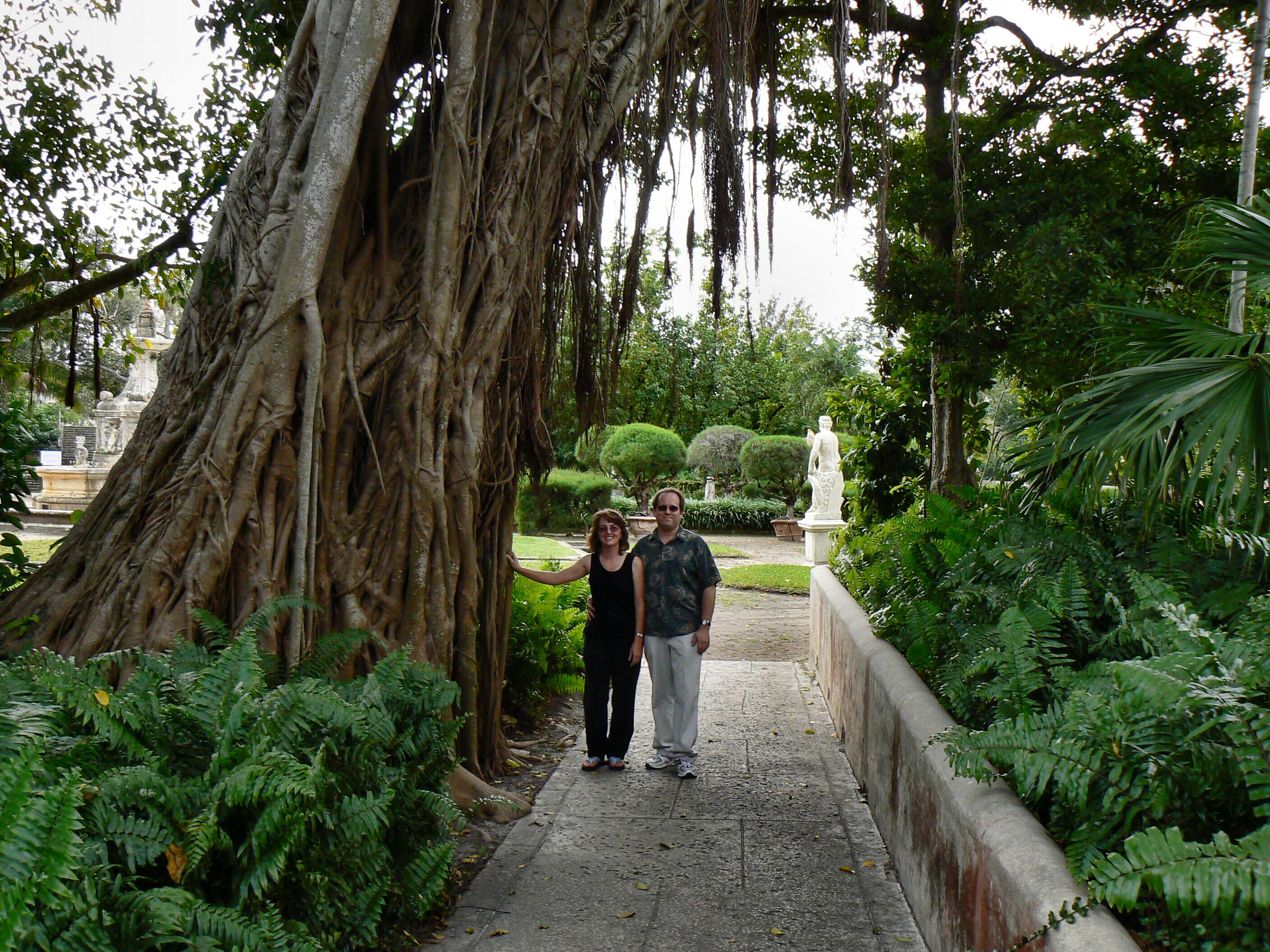
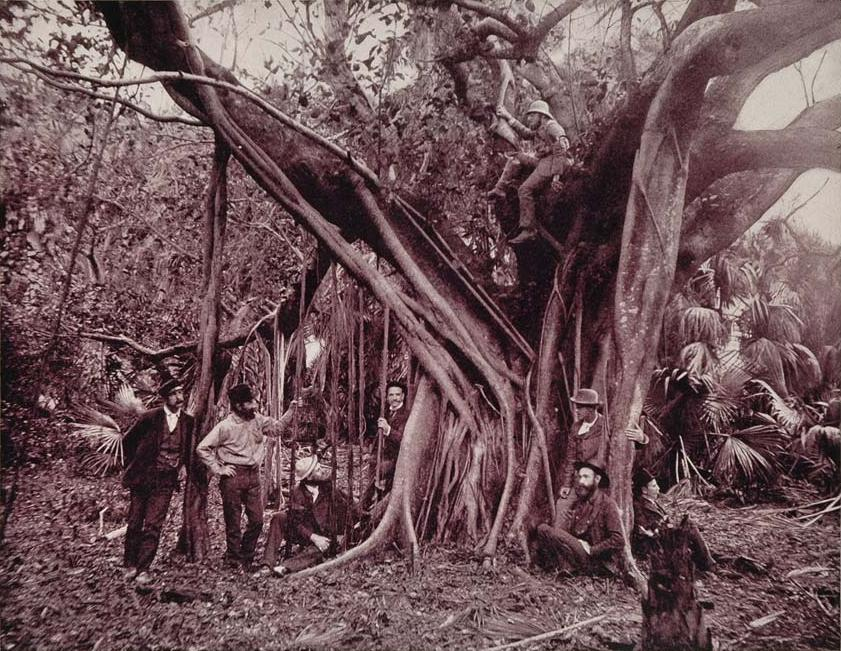
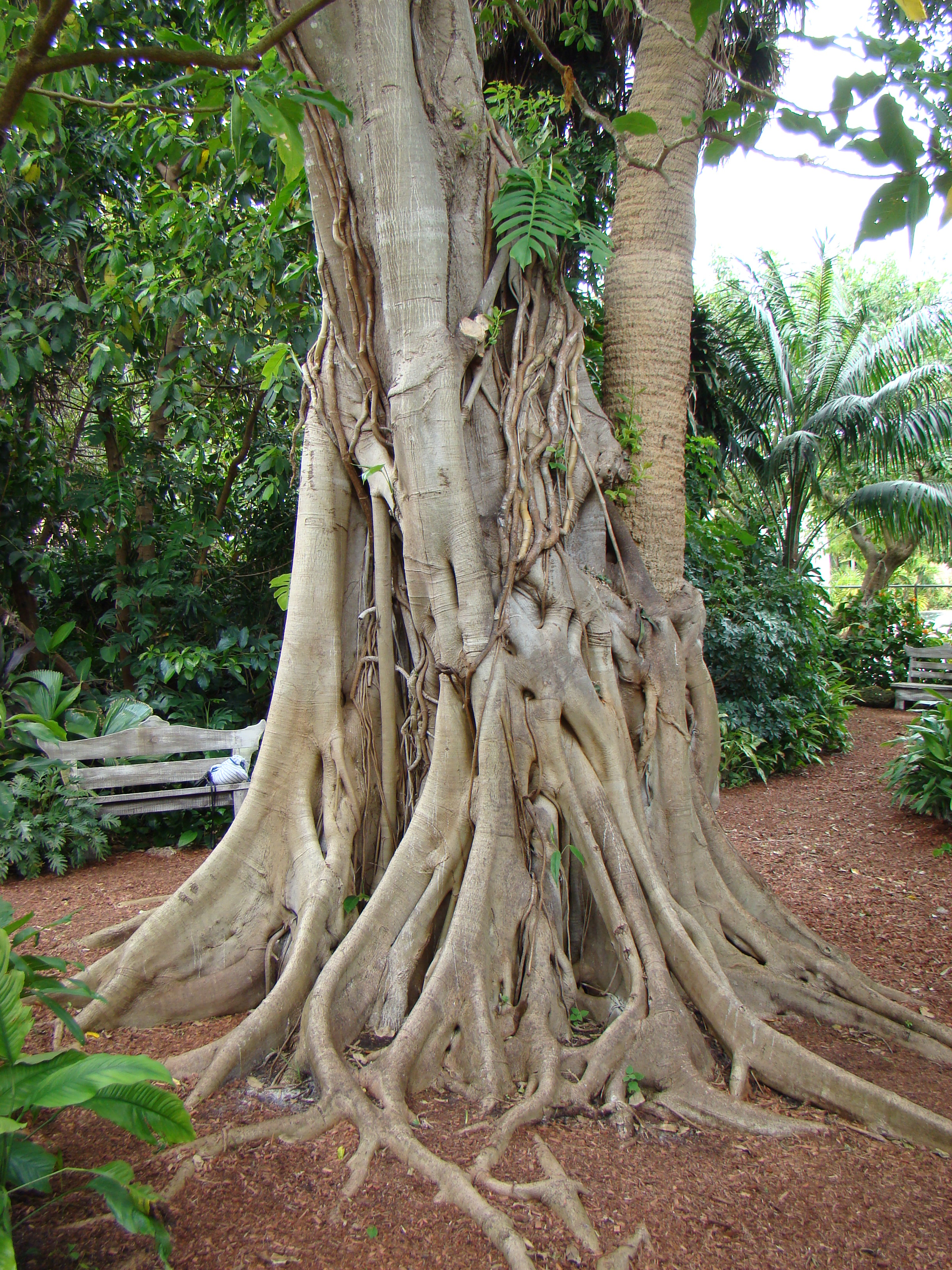
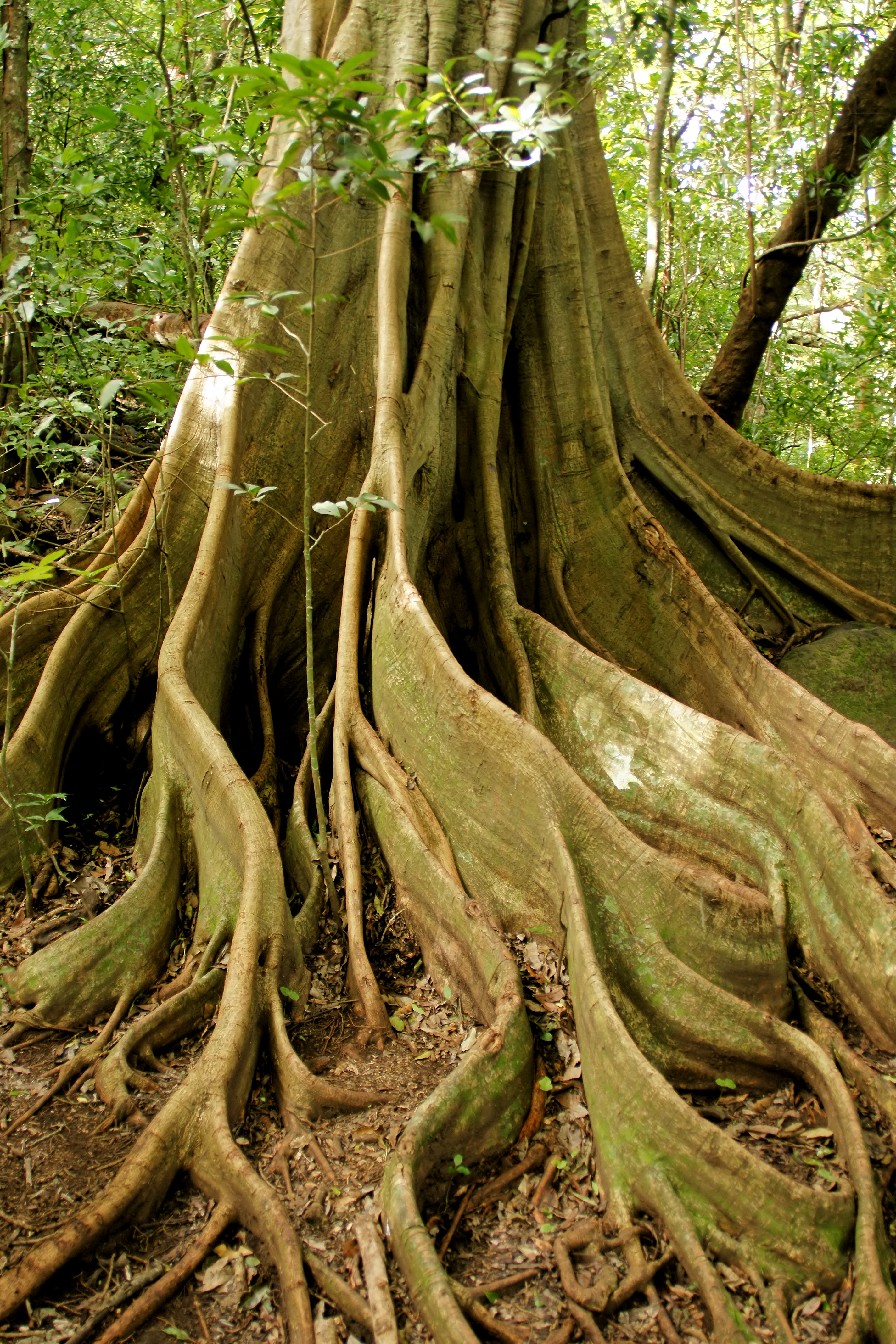